# Laguna del Carbón
Laguna del Carbón – słone jezioro w Argentynie pomiędzy Puerto San Julian a Comandante Luis Piedra Buena w prowincji Santa Cruz. Znajduje się na obszarze depresji Gran Bajo de San Julián i jest jej najniżej położoną częścią – tafla jeziora znajduje się na wysokości 105 m p.p.m. Tym samym jest najniżej położonym miejscem Argentyny, Ameryki Południowej, półkuli zachodniej i półkuli południowej.